# نظرية العزو
نظرية العزو في علم النفس الاجتماعي هي نظرية طورها فريتز هايدر Fritz Heider، وهارولد كيلي Harold Kelley، بيرنارد فاينر Bernard Weiner، وهي نظرية تختص بالطرق التي يفسر فيها الناس (أو سمة) سلوك الآخرين أو سلوكهم (العزو الذاتي ) مع شيء آخر. ويستكشف كيف يمكن للأفراد «سمة» تسبب الأحداث وكيف يؤثر هذا التصور المعرفي  في المنظمة.

## الداخلية مقابل الخارجية
النظرية تقسم طريقة الناس بالنظر إلي الأسباب إلى نوعين. 
- «الخارجي» أو «الظرفي» إسنادالسببية إلى العامل خارجي، مثل الطقس.
- «الداخلية» أو «ترتيبي» إسناد يسند إلى عوامل السببية داخل الشخص، مثل مستواها الخاص من المخابرات أو غيرها من المتغيرات التي تجعل من الشخص المسؤول عن هذا الحدث.

## إسناد النظرية في مجال التعليم
وهناك أيضا نظرية إعطاء الحافز. هذا يصف كيف الفرد في تفسير وتبرير واعذار عن النفس أو التأثير على الآخرين الدافع. برنارد لاينر كان واحدا من علماء النفس الرئيسين الذي اهتم  بالتعليم. كان مسؤولاً عن المتصلة نظرية الإسناد العودة إلى التعليم. 
هناك ثلاثة أبعاد التي تميز النجاح أو الفشل:
1. المكان (قطبين: الداخلية مقابل الخارجية)
2. الاستقرار (أسباب لا تتغير بمرور الوقت أم لا؟)
3. إمكانية التحكم (الأسباب واحدة يمكن التحكم فيها مثل المهارات مقابل الأسباب التي لا تستطيع السيطرة على مثل الحظ، والبعض الآخر 'الإجراءات، الخ.)

وينر قال ان كل أسباب النجاح أو الفشل يمكن تصنيفها ضمن هذه الأبعاد الثلاثة بطريقة أو بأخرى. هذا هو، لأن الأبعاد تؤثر على المتوقع والقيمة. بعض الأمثلة على النجاح أو الفشل يمكن أن يكون الحظ والجهد والقدرة، والفوائد، وضوح التعليمات، وأكثر من ذلك بكثير. على سبيل المثال، فإن المكان / الداخلي أو الخارجي يبدو أنه يتصل اتصالا وثيقا بمشاعر الثقة بالنفس، في حين أن الاستقرار يتصل بالتوقعات حول المستقبل وإمكانية التحكم متصلا بالعواطف مثل الغضب والشفقة أو الخجل. عندما نجاح أحدهم، وأحد سمات النجاح داخليا (مهاراتي الخاصة). عند نجاح المنافس، فإن أحدهم سيميل إلى القروض الخارجية (مثل الحظ). عندما فشل أحدأوارتكابه أخطاء، فإننا على الأرجح سنستخدم الإسناد الخارجي، وإرجاع الأسباب إلى عوامل ظرفية بدلا من إلقاء اللوم على أنفسنا. عند فشل الآخرين أو ارتكاب الأخطاء، الاسناد الداخلي غالبا ما يستخدم، قائلا ان ذلك نظرا لعوامل شخصية داخلية.

## الروابط الخارجية
- مقالة عن الإسناد من قبل ستيف - بوث باترفيلد من جامعة وست فرجينيا (1996)
- «من الصفات إلى التفسيرات الشعبية: حجة في 10 (أو نحو ذلك)» خطوات (برترام ماليه، جامعة ولاية أوريغون، 2002).